# Gammelhästtjärnen (Älvdalens socken, Dalarna, på skjutfältet)
Gammelhästtjärnen är en sjö i Älvdalens kommun i Dalarna och ingår i Dalälvens huvudavrinningsområde. Sjön har en area på 0,0494 kvadratkilometer och ligger 638,2 meter över havet.

## Delavrinningsområde
Gammelhästtjärnen ingår i det delavrinningsområde (682684-138422) som SMHI kallar för Mynnar i Trängseldammen. Medelhöjden är 583 meter över havet och ytan är 26,15 kvadratkilometer. Räknas de 13 avrinningsområdena uppströms in blir den ackumulerade arean 178,13 kvadratkilometer. Granan som avvattnar avrinningsområdet har biflödesordning 2, vilket innebär att vattnet flödar genom totalt 2 vattendrag innan det når havet efter 405 kilometer. Avrinningsområdet består mestadels av skog (91 procent). Avrinningsområdet har 0,05 kvadratkilometer vattenytor vilket ger det en sjöprocent på 0,2 procent.